# بلدية أم صلال

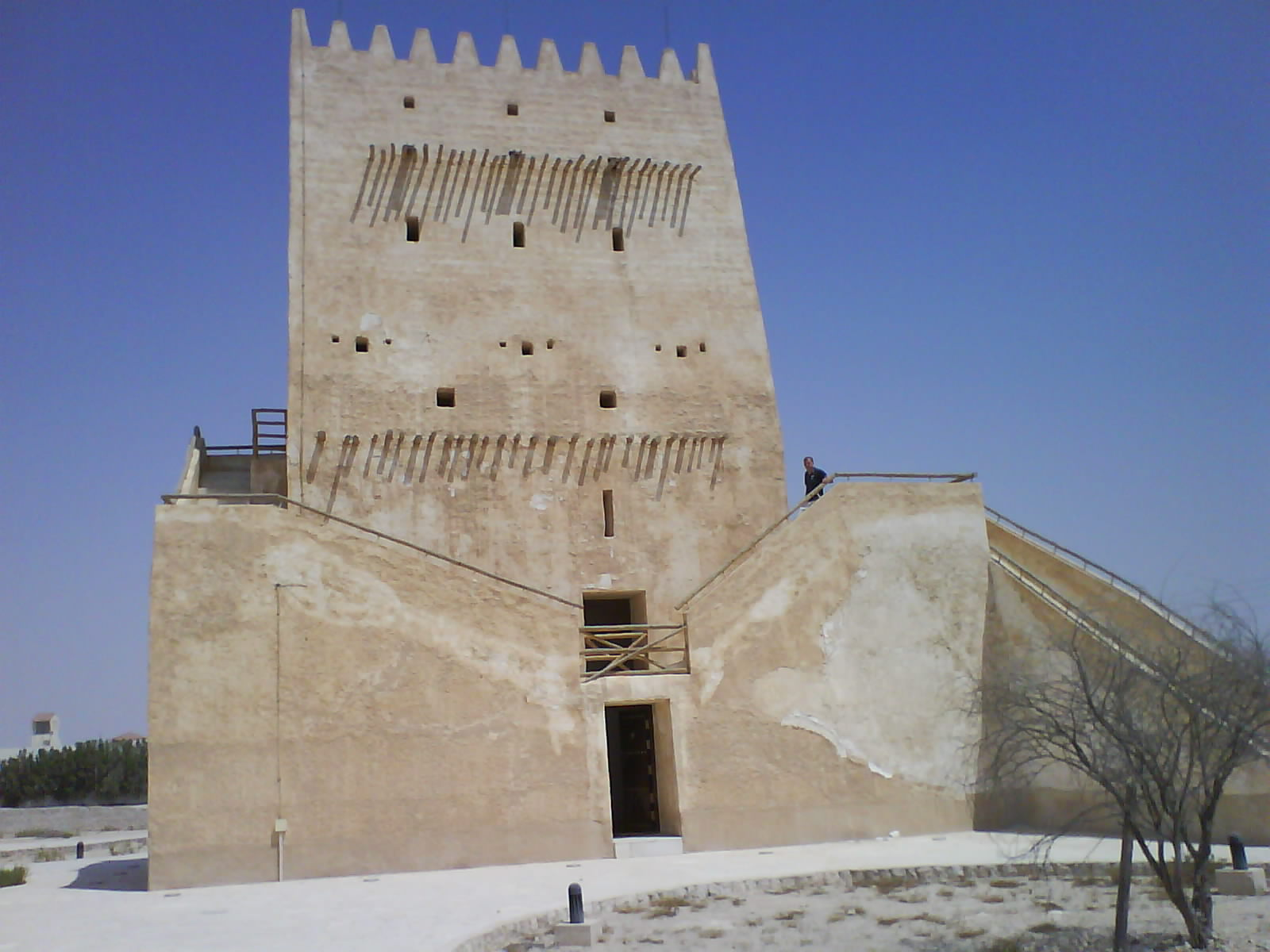
قلعة برزان

بلدية أم صلال هي إحدى بلديات قطر السبعة والتي تتبع وزارة البلدية والتخطيط العمراني، تقع شمال العاصمة الدوحة، وتوجد بها قلعة أو برج برزان التاريخي. نطاق الحدود الجغرافية لبلدية أم صلال: الخريطيات - أم صلال محمد - أم صلال علي - أم العمد - أم عبيرية - صنيع الحميدي.

## الهيكلة
تم إصدار قرار أميري في سنة (2009) لتنظيم الهياكل الإدارية لجميع البلديات لتتضمن أربع إدارات في كل بلدية وهي:
1. إدارة الشؤون العامة
2. إدارة الشؤون الفنية
3. إدارة شؤون الخدمات
4. إدارة الرقابة البلدية

يقع المبنى الإداري للبلدية بمدينة أم صلال علي بجانب مجمع الوسيل
هاتف: 4789499 - 974+
ص.ب: 2727

## أعلام
- وحيد محمد